# Ormenans
Ormenans ist eine Gemeinde im französischen Département Haute-Saône in der Region Bourgogne-Franche-Comté.

## Geographie
Ormenans liegt auf einer Höhe von 240 m über dem Meeresspiegel, fünf Kilometer westsüdwestlich von Montbozon und etwa 19 Kilometer südlich der Stadt Vesoul (Luftlinie). Das Dorf erstreckt sich im Tal der Linotte nördlich des Flusstals des Ognon, am Rand der Waldungen des Grand Bois.
Die Fläche des 3,61 km² großen Gemeindegebiets umfasst einen Abschnitt der leicht gewellten Landschaft zwischen den Flusstälern von Ognon und Saône. Der westliche Teil des Gebietes wird in Nord-Süd-Richtung von der Linotte durchquert, die für die Entwässerung zum Ognon sorgt. Die Talniederung weist eine Breite von rund 200 bis 500 Metern auf und ist rund 30 Meter in die umgebenden Plateaus eingesenkt. Im Westen wird das Linotte-Tal von der Waldhöhe des Grand Bois flankiert. Nach Nordosten steigt das Gelände allmählich zur Hochfläche des Mont d'Ormenans an, die aus Kalkschichten der oberen Jurazeit besteht. Sie liegt auf durchschnittlich 300 m und ist teils mit Acker- und Wiesland, teils mit Wald bedeckt. Mit 342 m wird auf dem Mont d'Ormenans die höchste Erhebung von Ormenans erreicht.
Nachbargemeinden von Ormenans sind Roche-sur-Linotte-et-Sorans-les-Cordiers und Fontenois-lès-Montbozon im Norden, Montbozon im Osten sowie Loulans-Verchamp im Süden und Westen.

## Geschichte
Der Ortsname geht vermutlich auf die germanischen Personennamen Olmannus oder Olmarus zurück. Im Mittelalter gehörte Ormenans zur Freigrafschaft Burgund und darin zum Gebiet des Bailliage d’Amont. Die lokale Herrschaft oblag seit dem 13. Jahrhundert den Herren von Loulans. Während des Dreißigjährigen Krieges wurde Ormenans 1638 von schwedischen Truppen gebrandschatzt und verlor danach fast alle Einwohner durch eine Pestepidemie. Zusammen mit der Franche-Comté gelangte das Dorf mit dem Frieden von Nimwegen 1678 definitiv an Frankreich. Die Herrschaft Ormenans-Loulans wurde 1728 zum Marquisat erhoben und hatte bis zur Französischen Revolution 1789 Bestand. Seit 2000 ist Ormenans Mitglied des 21 Ortschaften umfassenden Gemeindeverbandes Communauté de communes du Pays de Montbozon. Ormenans besitzt keine eigene Kirche, es gehört zur Pfarrei Guiseuil (Gemeinde Cenans).

## Sehenswürdigkeiten
Das überdachte und mit Säulen versehene Lavoir, das früher als Brunnen, Waschhaus und Viehtränke diente, wurde 1829 errichtet.

## Bevölkerung
| Jahr                       | 1962 | 1968 | 1975 | 1982 | 1990 | 1999 |
| Einwohner                  | 80   | 99   | 78   | 62   | 56   | 51   |
| Quellen: Cassini und INSEE |      |      |      |      |      |      |

Mit 85 Einwohnern (1. Januar 2022) gehört Ormenans zu den kleinsten Gemeinden des Département Haute-Saône. Nachdem die Einwohnerzahl in der ersten Hälfte des 20. Jahrhunderts stets im Bereich zwischen 90 und 130 Personen gelegen hatte, wurde seither eine leichte aber kontinuierliche Bevölkerungsabnahme verzeichnet.

## Wirtschaft und Infrastruktur
Ormenans war bis weit ins 20. Jahrhundert hinein ein vorwiegend durch die Landwirtschaft (Ackerbau, Obstbau und Viehzucht) und die Forstwirtschaft geprägtes Dorf. Außerhalb des primären Sektors gibt es nur wenige Arbeitsplätze im Dorf. Einige Erwerbstätige sind auch Wegpendler, die in den größeren Ortschaften der Umgebung ihrer Arbeit nachgehen.
Die Ortschaft liegt abseits der größeren Durchgangsachsen an einer Departementsstraße, die von Loulans-Verchamps nach Dampierre-sur-Linotte führt. Eine weitere Straßenverbindung besteht mit Montbozon.